# Blåvinge (scouting)
En blåvinge (eller Brownie) är en medlem av flickscoutrörelsen. Termen blåvinge användes endast i Sverige, och enbart under tiden då scoutrörelsen var uppdelad i pojk- och flicksektioner. Motsvarande term används dock fortfarande runt om i världen, exempelvis sektionen Brownie i USA. En blåvinge var eller är normalt mellan 7 och 10 år, och har sin motsvarighet i pojkscoutingens vargunge. Ursprungligen var den här åldersgruppen reserverad för flickor, men i början av 1980-talet så har ett flertal länder öppnat för medlemmar av båda könen. I Sverige motsvaras blåvingesektionen idag ungefär av åldersgrupperna spårarscout och nyingscout.

## Historia
Blåvingesektionen skapades ursprungligen av Lord Baden-Powell 1914 för att på så vis fullända vidden för åldersgrupperna inom både pojk- och flickscouting. Sektionen var den yngsta inom flickscoutsförbundet och drevs av Agnes Baden-Powell, Robert Baden-Powells yngre syster. 1918 tog Roberts fru, Olave Baden-Powell, över ansvaret för flickscouting, och därigenom även för blåvingarna.
Ursprungligen kallades sektionen Rosebuds (rosenknoppar), men döptes om av Lord Baden-Powell. Det engelska namnet Brownies kommer från berättelsen "The Brownies" av Juliana Horatia Ewing, skriven 1870.